# Kirche in den Kreuzfahrerstaaten
Gemeinsam mit den Kreuzfahrern kamen auch Geistliche ins Heilige Land. Bischöfe, Kanoniker, einfache Priester und Mönche begleiteten das Heer als Seelsorger. Während die Einen wieder in ihr Heimatland zurückkehrten, blieben andere im Land. Sie bildeten den Boden der lateinischen Kirche der Kreuzfahrerstaaten.

## Die Zeit der Kreuzzüge
Offensichtlich hatte man sich vor den Kreuzzügen keine Gedanken über die Errichtung einer Kirchenstruktur in den Kreuzfahrerstaaten gemacht. Man wollte wohl die alten Strukturen, welche im griechischen Kirchensystem weitgehend überlebt hatten, übernehmen. Möglicherweise dachte man daran, die griechischen Bischöfe und Geistlichen durch lateinische zu ersetzen. Hilfskonstruktionen der Übergangszeit und europäische Vorstellungen führten jedoch zu einer neuen Mischform aus alt und neu.
So setzte man noch vor der Eroberung Jerusalems einen Bischof in Ramla ein, einem Bischofssitz, welcher offensichtlich unbesetzt war. Da er jedoch einen Metropoliten benötigte, unterstellte man ihn dem Patriarchen von Jerusalem, welchen man in Kürze erwählen würde. Hiermit hatte man jedoch bereits das alte Kirchensystem durchbrochen, welches den Patriarchen aus den Metropoliten heraushob. Nun war er selbst zum Metropoliten geworden.

## Errichtung der Bistümer
Bei der Errichtung neuer Bischofssitze hielt man sich jedoch tatsächlich an die historischen Bistümer. Sollten die alten Bischofsstädte nicht mehr existent sein, so wurde er in eine neue Stadt verlegt. Ein beständiges Problem der Metropoliten war die Anzahl der Suffragane. Da eine ordentliche Kirchenprovinz aus einem Metropoliten mit drei Suffraganen bestand, so konnte, außer Tyrus, kein Metropolit die nötige Anzahl von Suffraganen erreichen. Hierdurch sah man sich zu Hilfskonstruktionen genötigt. So errichtete man Bistümer, welche nicht besetzt wurden, oder erhob auch Äbte zu Suffraganen.
Wie in der alten Kirche, so teilten die Patriarchen von Antiochien und Jerusalem die Kirchenprovinzen unter sich auf. Hierbei erhielt das Patriarchat von Jerusalem die Kirchenprovinzen des Königreichs Jerusalem, die übrigen fielen an das Patriarchat von Antiochien. Ein Streitpunkt war jedoch die Kirchenprovinz Tyrus, welche im Königreich Jerusalem und der Grafschaft Tripolis lag. Um die Zerreißung seiner Kirchenprovinz zu verhindern, versuchte der Erzbischof, in Rom eine Exemtion seiner Kirchenprovinz herbeizuführen. Doch sprach der Papst die Kirchenprovinz dem Patriarchen von Jerusalem zu. Dies führte dazu, dass der Erzbischof seinen Einfluss auf die Suffraganbistümer außerhalb des Königreichs Jerusalem verlor, da der Patriarch von Antiochien ihre Verwaltung nicht herausgab. Eine Ausnahme bildete auch das Bistum Bethlehem, welches dem Papst unmittelbar unterstellt war.
Zur wirtschaftlichen Ausstattung der Bistümer verwendete man, soweit bekannt, die Güter ihrer griechischen Vorgänger. Waren diese nicht vorhanden, so mussten sie durch den Landesherren ausgestattet werden. Wie in Europa, so bestand die Ausstattung vor allem aus Gütern. Hinzu kam jedoch noch der Kirchenzehnt. Anders als in Europa wurde dieser durch die Grundherren an den Bischof selbst gezahlt, nicht durch die einfachen Gläubigen und auch nicht an die Pfarreien. Er wurde nur durch lateinische Christen entrichtet.

## Besonderheiten
Eine Besonderheit waren auch die nicht besetzten Bistümer. Sie waren wohl auch niemals zur Besetzung gedacht gewesen, besaßen sie doch lediglich den Kirchenzehnten, aber keine Güter. Sie wurden durch den Metropoliten verwaltet, welcher den Kirchenzehnten jedoch nicht aus dem Diözesangebiet entfernen durfte. Da die Rechte des Bischofs auf der Kathedrale lagen, gab es hier oftmals ein Neben- und Durcheinander zwischen dem Metropoliten als Vertreter des Bischofs und dem Pfarrer der Kathedrale, welcher der Vertreter des Bistums war.
Es gehörte zum Statussymbol eines Barons, dass er auf dem Gebiet seiner Baronie einen eigenen Bischof hatte. So ist es nicht verwunderlich, dass diese einen nicht unbedeutenden Einsatz zur Gründung von „Landesbistümern“ zeigten. Zumal ein Bischof im eigenen Land den Einfluss von außerhalb verringerte.
Zu den Besonderheiten der Kreuzfahrerstaaten gehörte es auch, dass man lediglich den Erzbischöfen und verschiedenen Äbten den Ehrentitel „Venerabilis“ zugestand, während die normalen Bischöfe leer ausgingen. Innerhalb der Bistümer kannte man auch keine Namenszählung, wie z. B. Wilhelm II. von Tyrus, sondern man zählte die Bischofsreihe durch, also Wilhelm, dritter Bischof von Tyrus.
Das Netz der Pfarrgemeinden der Kreuzfahrer war nicht sehr dicht. Die erste Pfarrkirche des Bistums war hier stets die Kathedrale und es wird wohl auch nur wenig andere Pfarrkirchen innerhalb eines Bistums gegeben haben. Erst mit der Zeit erhöhte sich die Zahl, da verschiedenen Gruppen, z. B. Venezianer oder Pisaner, eigene Kirchen errichteten. Deren Pfarrrechte bezogen sich dann aber lediglich auf die entsprechenden „Landsleute“.
Durch alle Zeiten hindurch war der Klerus der Kreuzfahrerstaaten stark mit Europäern durchsetzt, doch gab es auch eine Anzahl von Geistlichen, welche in den Kreuzfahrerstaaten geboren worden waren. Hierbei gab es, da die Zahl der Einheimischen wohl noch so hoch war, jedoch keinerlei Reibereien. Wenn es auch Bischöfe aus den Kreuzfahrerstaaten gab, so kam doch gerade ein Großteil derselben aus Europa.

## Patriarchat Jerusalem
- Kirchenprovinz Jerusalem: Bistum Hebron, Bistum Ramla-Lydda, Bistum Nablus, Bistum Jaffa, Bistum Jericho, Abtei Templum Domini, Abtei vom Heiligen Grab
- Kirchenprovinz Tyrus: Bistum Beirut, Bistum Sidon, Bistum Banyas, Bistum Akkon
- Erzbistum Caesarea: Bistum Sebaste, Bistum Haifa
- Erzbistum Nazareth: Bistum Tiberias, Abtei vom Berg Tabor (Erlöserkloster)
- Erzbistum Petra: Abtei St. Katharina am Berg Sinai
- Exemt: Bistum Bethlehem(-Askalon)